# Abdelkhader Houamel
Abdelkhader  Houamel, né le 17 août 1936 à N'Gaous dans l'actuelle wilaya de Batna en Algérie et mort le 11 juillet 2018 à Rome, est un artiste-peintre algérien.
Il est mentionné comme un des pionniers dans le mouvement de l'art moderne algérien. Il a commencé à peindre à l'âge de 17 ans. Ensuite, il rejoint le maquis au sein de l’Armée de libération nationale (Algérie) durant la Guerre d'Algérie et par la suite , il expose en Tunisie et puis s’installe en Italie depuis 1961, après avoir eu une bourse d’étude.

## Biographie
Abdelkader Houamel est issu d'une famille auressienne, originaire de N'Gaous, des deux confédérations chaouis Ait Soltane et Banou Ifren, marié à une italienne et ayant un enfant, mort à Rome, le 11 juillet 2018,. De 1955 à 1960, il est un membre actif dans la lutte contre le colonialisme français et rejoint le maquis au sein de l’Armée de libération nationale (Algérie) et il commence tôt dans l'art de la peinture, il avait 17 ans. 
En 1961, Abdelkader Houamel reçoit une bourse pour étudier à l’Académie des beaux-arts de Rome, il décide de rester en Italie et il est élu au sein de l'Académie de Tibérine de Rome. 
Houamel Abdelkader figure parmi les plus importants noms des peintres Mohammed Racim, Bachir Yellès, Mohammed Khadda et Choukri Mesli qui ont influencé l’École supérieure des beaux-arts d'Alger , il est cité dans le courant abstrait de la Peinture algérienne contemporaine, et est mentionné comme un des pionniers dans le mouvement de l'art moderne algérien au côté de M'hamed Issiakhem. Il fut parmi les premiers peintres algériens de talent et dans le courant des artistes qui ont contribué à la libération de l’Algérie et en exposant pendant la Guerre d’Algérie et en représentant le Front de libération national algérien en 1960 à Tunis. 

### Expositions
En 1960, il réalise sa première exposition personnelle à Tunis, au salon des Arts et inaugurée par Franz Fanon. 
De 1963 à 1975, Abdelkhader Houamel est présent dans plusieurs expositions artistiques en Italie, et dans plusieurs pays européens, ainsi qu'à Toronto en 1967. En 1984, à la Galerie Mohamed Racim, une rétrospective de son œuvre est présentée . Pendant la même année, il présente son exposition à Paris. En 1996, il participe à Novembre 54 vu par les peintres, au Palais de la culture d'Alger.
En 2000, il expose encore à Paris. 
En 2008, Abdelkader Houamel participe à l'exposition à la salle Baya au Palais de la culture Moufdi Zakaria, parmi ses œuvres la Fiancée bédouine  et il expose en 2009 à Rabat. En 2017, il expose à Rome les traditions berbères  bédouines . En 2018, il expose à Naples .

### Prix
En 1962, Abdelkader Houamel reçoit le 1er Prix San Vito Romano.
En 1963, il est médaillé d'or à Rome.
En 1972, le président Houari Boumédiène l’honore et une rétrospective de sa vie artistique a été réalisée par la télévision algérienne. 
En 1981, Abdelkader Houamel obtient le 2e pris à Cannes, à l'exposition internationale de l'aquarelle. En 1984, Il gagne également la médaille de bronze en Égypte, au biennale internationale du Caire, il gagne  après la médaille de bronze à l'Académie européenne de Calvatone. À l'occasion de la journée nationale de l'Artiste, le 8 juillet 2000 à Oran, Abdelkader Houamel a été décoré par président de la République, Abdelaziz Bouteflika, de la médaille du mérite.

### Collection
Ses tableaux sont conservés par le  Musée national des beaux-arts d'Alger, par la galerie d’Art moderne de Florence, par l'université de Cagliari ainsi que par le Musée d'Art moderne de San Vito Romano.

## Œuvres
Abdelkader Houamel présente une œuvre dont le titre est Harmoni de couleurs, des bijoux berbères entremêlés de fruits lors de son exposition au Palais de la culture Moufdi Zakaria à Alger.
Une de ses œuvres les plus connues porte le titre Concentration est présentée lors de son exposition au Palazzo Barberinii à Rome.